# رود مانويل
رود مانويل (بالإنجليزية: Rod Manuel)‏ هو لاعب كرة قدم أمريكية أمريكي، ولد في 8 أكتوبر 1974 في فورت وورث في الولايات المتحدة.

## وصلات خارجية
- رود مانويل على موقع مرجع كرة القدم المحترفة.كوم (الإنجليزية)
- رود مانويل على موقع JustSportsStats.com (الإنجليزية)